# 実現
| ウィキペディアには「実現」という見出しの百科事典記事はありません（タイトルに「実現」を含むページの一覧/「実現」で始まるページの一覧）。 代わりにウィクショナリーのページ「実現」が役に立つかもしれません。 |